# Kemujan (Karimunjawa)
Kemujan is een bestuurslaag in het regentschap Japara van de provincie Midden-Java, Indonesië. Kemujan telt 2734 inwoners (volkstelling 2010).